# Anār Darreh
Anār Darreh es una ciudad de Afganistán y del distrito de su nombre. Pertenece a la provincia de Farāh. 
Su población es de 10.434 habitantes (2007). 
Su población se compone de un 70% de tayikos con una minoría pashtun. 